# (895) Helio
(895) Helio es un asteroide perteneciente al cinturón exterior de asteroides descubierto el 11 de julio de 1918 por Maximilian Franz Wolf desde el observatorio de Heidelberg-Königstuhl, Alemania.
Está nombrado por el helio.